# Montescudo-Monte Colombo
Montescudo-Monte Colombo är en ort och kommun i provinsen Rimini i regionen Emilia-Romagna i Italien. Kommunen hade 6 826 invånare (2018).
Kommunen bildades den 1 januari 2016 genom en sammanslagning av de tidigare kommunerna Monte Colombo och Montescudo.